# Andreas Dietz (Mediziner)
Andreas Dietz (* 25. November 1962 in Darmstadt) ist ein deutscher Arzt, Professor und Wissenschaftler. Er engagiert sich besonders in der Onkologie.

## Leben
Andreas Dietz studierte Medizin an der Semmelweis-Universität in Budapest, der Justus-Liebig-Universität Gießen und Ruprecht-Karls-Universität Heidelberg. 1991 wurde er mit der Arbeit „Beitrag zur Ermittlung von Risikofaktoren für die Entstehung von Plattenepithelkarzinomen des oberen Aerodigestivtraktes – eine epidemiologische Fall-Kontrollstudie“ an der Universität Heidelberg promoviert. Mit der Schrift „Prognostische Faktoren bei primärer Radiochemotherapie von fortgeschrittenen Kopf-Hals-Tumoren unter besonderer Berücksichtigung der Tumor-Zellzykluskomponenten und -Oxygenierung“ habilitierte er sich 2000.
Nach verschiedenen Stationen am Universitätsklinikum Heidelberg war Andreas Dietz 1997 bis 2002 Direktor der Sektion Onkologie der Hals-Nasen-Ohren-Klinik der Universität Heidelberg. Die 1993 gegründete Sektion Onkologie versteht sich als integratives Zentrum im Verbund des Tumorzentrums Heidelberg/Mannheim, des Deutschen Krebsforschungszentrums
(DKFZ) und der benachbarten Universitätskliniken. Forschungsziel von Andreas Dietz ist es Antworten auf das Problem der immens zunehmenden
Zahl von Tumoren im Kopf-Hals-Bereich zu finden. Dietz folgte 2004 dem Ruf an die Universität Leipzig und wurde Ordinarius für HNO-Heilkunde und ärztlicher Direktor der HNO-Universitätsklinik Leipzig.
Seit 2010 ist Dietz Vorstand der Arbeitsgemeinschaft Onkologie der Deutschen Gesellschaft für Hals-Nasen-Ohren-Heilkunde, Kopf- und Hals-Chirurgie. Er ist in zahlreichen nationalen und internationalen Gremien tätig, darunter der Deutschen Krebsgesellschaft und Vorstandsmitglied des Innovation Zentrums für computer assistierte Chirurgie (ICCAS) Leipzig. Seit Januar 2005 Wahl zum Vertrauensarzt des Deutschen Kehlkopflosenverbands. Er ist Herausgeber und Schriftleiter der Fachzeitschrift „Laryngo-Rhino-Otologie“ und „Frontiers in Oncology-Head and Neck Cancer“. Dietz hat über 300 wissenschaftliche Arbeiten veröffentlicht.

## Ehrungen
- Sächsischer Verdienstorden (2022)[2]